# Tre Valli Varesine 2016
Das 96. Tre Valli Varesine 2016 war ein italienisches Straßenradrennen. Dieses Eintagesrennen startete in Saronno und endete nach 192,9 km in Varese. Es fand am Dienstag, dem 27. September 2016, statt. Das Rennen gehörte zur UCI Europe Tour 2016 und war dort in der Kategorie 1.HC eingestuft. Zudem war es Teil des Trittico Lombardos.

## Teilnehmende Mannschaften
| WorldTeams (10)- Astana - Lampre-Merida - Orica-BikeExchange - Tinkoff - Dimension Data - Movistar Team - FDJ - Cannondale-Drapac - Giant-Alpecin - BMC Racing Team Professional Continental Teams (13)- Androni Giocattoli-Sidermec - Bardiani CSF - Wilier Triestina-Southeast - Nippo-Vini Fantini - Stölting Service Group - Caja Rural-Seguros RGA - Bora-Argon 18 - Team Roth - Gazprom-RusVelo - Topsport Vlaanderen-Baloise - Delko-Marseille Provence-KTM - Team Novo Nordisk - CCC Sprandi Polkowice Continental Teams (3)- Adria Mobil - Norda-MG.Kvis - Unieuro Wilier Nationalmannschaft- Italien |
| |

## Rennergebnis
| \| Gesamtwertung \| Gesamtwertung \| Gesamtwertung \| Gesamtwertung \| Gesamtwertung \| \| Fahrer \| Fahrer \| Land \| Team \| Zeit \| \| ------------- \| ------------------ \| ------------- \| --------------------------- \| --------------- \| \| 1. \| Sonny Colbrelli \| Italien \| Bardiani CSF \| 4 h 48 min 18 s \| \| 2. \| Diego Ulissi \| Italien \| Lampre-Merida \| + 0 s \| \| 3. \| Francesco Gavazzi \| Italien \| Androni Giocattoli-Sidermec \| + 0 s \| \| 4. \| Tom-Jelte Slagter \| Niederlande \| Cannondale-Drapac \| + 0 s \| \| 5. \| Giovanni Visconti \| Italien \| Movistar Team \| + 0 s \| \| 6. \| Philippe Gilbert \| Belgien \| BMC Racing Team \| + 0 s \| \| 7. \| Jens Keukeleire \| Belgien \| Orica-BikeExchange \| + 0 s \| \| 8. \| Gianluca Brambilla \| Italien \| Italien \| + 0 s \| \| 9. \| Fabio Aru \| Italien \| Astana \| + 0 s \| \| 10. \| Kristian Sbaragli \| Italien \| Dimension Data \| + 0 s \| |                    |             |                             |                 |
| |                    |             |                             |                 |
| Quellen: ProCyclingStats Cycling Quotient Cycling Archives |                    |             |                             |                 |
| Gesamtwertung |                    |             |                             |                 |
| Fahrer | Fahrer             | Land        | Team                        | Zeit            |
| 1. | Sonny Colbrelli    | Italien     | Bardiani CSF                | 4 h 48 min 18 s |
| 2. | Diego Ulissi       | Italien     | Lampre-Merida               | + 0 s           |
| 3. | Francesco Gavazzi  | Italien     | Androni Giocattoli-Sidermec | + 0 s           |
| 4. | Tom-Jelte Slagter  | Niederlande | Cannondale-Drapac           | + 0 s           |
| 5. | Giovanni Visconti  | Italien     | Movistar Team               | + 0 s           |
| 6. | Philippe Gilbert   | Belgien     | BMC Racing Team             | + 0 s           |
| 7. | Jens Keukeleire    | Belgien     | Orica-BikeExchange          | + 0 s           |
| 8. | Gianluca Brambilla | Italien     | Italien                     | + 0 s           |
| 9. | Fabio Aru          | Italien     | Astana                      | + 0 s           |
| 10. | Kristian Sbaragli  | Italien     | Dimension Data              | + 0 s           |